# Champagne-sur-Seine
Champagne-sur-Seine és un municipi francès, situat al departament del Sena i Marne i a la regió d'Illa de França. L'any 2007 tenia 6.499 habitants.
Forma part del cantó de Montereau-Fault-Yonne, del districte de Fontainebleau i de la Comunitat de comunes Moret Seine et Loing.

## Demografia

### Població
El 2007 la població de fet de Champagne-sur-Seine era de 6.499 persones. Hi havia 2.642 famílies, de les quals 900 eren unipersonals (448 homes vivint sols i 452 dones vivint soles), 568 parelles sense fills, 839 parelles amb fills i 335 famílies monoparentals amb fills.
La població ha evolucionat segons el següent gràfic:
Habitants censats

### Habitatges
El 2007 hi havia 2.896 habitatges, 2.702 eren l'habitatge principal de la família, 38 eren segones residències i 156 estaven desocupats. 1.443 eren cases i 1.411 eren apartaments. Dels 2.702 habitatges principals, 1.258 estaven ocupats pels seus propietaris, 1.402 estaven llogats i ocupats pels llogaters i 42 estaven cedits a títol gratuït; 184 tenien una cambra, 333 en tenien dues, 786 en tenien tres, 626 en tenien quatre i 773 en tenien cinc o més. 1.487 habitatges disposaven pel capbaix d'una plaça de pàrquing. A 1.342 habitatges hi havia un automòbil i a 864 n'hi havia dos o més.

### Piràmide de població
La piràmide de població per edats i sexe el 2009 era:
| Homes | Edats   | Dones |
| ----- | ------- | ----- |
| 4     | 95 o +  | 12    |
| 8     | 90 a 94 | 20    |
| 40    | 85 a 89 | 20    |
| 20    | 80 a 84 | 56    |
| 72    | 75 a 79 | 116   |
| 148   | 70 a 74 | 180   |
| 108   | 65 a 69 | 144   |
| 76    | 60 a 64 | 132   |
| 113   | 55 a 59 | 124   |
| 212   | 50 a 54 | 149   |
| 220   | 45 a 49 | 264   |
| 241   | 40 a 44 | 228   |
| 204   | 35 a 39 | 264   |
| 256   | 30 a 34 | 261   |
| 252   | 25 a 29 | 244   |
| 321   | 20 a 24 | 160   |
| 312   | 15 a 19 | 228   |
| 238   | 10 a 14 | 220   |
| 249   | 5 a 9   | 277   |
| 197   | 0 a 4   | 212   |

## Economia
El 2007 la població en edat de treballar era de 4.323 persones, 3.166 eren actives i 1.157 eren inactives. De les 3.166 persones actives 2.785 estaven ocupades (1.412 homes i 1.373 dones) i 381 estaven aturades (207 homes i 174 dones). De les 1.157 persones inactives 292 estaven jubilades, 564 estaven estudiant i 301 estaven classificades com a «altres inactius».

### Ingressos
El 2009 a Champagne-sur-Seine hi havia 2.582 unitats fiscals que integraven 6.458 persones, la mediana anual d'ingressos fiscals per persona era de 17.498 €.

### Activitats econòmiques
Dels 227 establiments que hi havia el 2007, 2 eren d'empreses extractives, 5 d'empreses alimentàries, 2 d'empreses de fabricació d'elements pel transport, 19 d'empreses de fabricació d'altres productes industrials, 35 d'empreses de construcció, 47 d'empreses de comerç i reparació d'automòbils, 17 d'empreses de transport, 10 d'empreses d'hostatgeria i restauració, 4 d'empreses d'informació i comunicació, 6 d'empreses financeres, 7 d'empreses immobiliàries, 36 d'empreses de serveis, 22 d'entitats de l'administració pública i 15 d'empreses classificades com a «altres activitats de serveis».
Dels 56 establiments de servei als particulars que hi havia el 2009, 1 era una oficina de correu, 3 oficines bancàries, 1 funerària, 7 tallers de reparació d'automòbils i de material agrícola, 1 taller d'inspecció tècnica de vehicles, 2 autoescoles, 4 paletes, 7 guixaires pintors, 5 fusteries, 9 lampisteries, 1 electricista, 3 empreses de construcció, 3 perruqueries, 1 veterinari, 5 restaurants, 1 agència immobiliària, 1 tintoreria i 1 saló de bellesa.
Dels 14 establiments comercials que hi havia el 2009, 2 eren supermercats, 1 una botiga de més de 120 m², 4 fleques, 2 carnisseries, 1 una botiga de congelats, 1 una sabateria, 1 una botiga de mobles, 1 una perfumeria i 1 una joieria.

## Equipaments sanitaris i escolars
El 2009 hi havia 1 centre de salut, 2 farmàcies i 1 ambulància.
El 2009 hi havia 4 escoles maternals i 2 escoles elementals. A Champagne-sur-Seine hi havia 1 col·legi d'educació secundària i 2 liceus d'ensenyament general. Als col·legis d'educació secundària hi havia 617 alumnes i als liceus d'ensenyament general 1.279.

## Poblacions més properes
El següent diagrama mostra les poblacions més properes.